# Puente de Santiago (Pontevedra)
El puente de Santiago es un puente viga que cruza el río Lérez en la ciudad española de Pontevedra, en el punto por donde discurre la carretera N-550. Comunica el centro de la ciudad con la zona de A Xunqueira y el barrio de O Burgo.

## Historia
El proyecto de este puente, destinado a descongestionar de tráfico rodado el puente del Burgo por el que discurría la N-550, fue presentado en 1980. Las obras se iniciaron en junio de 1981 y fueron ejecutadas por el Ministerio de Obras Públicas del Gobierno español con un coste de 173 millones de pesetas.
Inaugurado el 10 de septiembre de 1983 por el anterior Ministro de Obras Públicas Jesús Sancho Rof no estuvo plenamente operativo hasta la reurbanización de la Avenida de Buenos Aires y la inauguración de la Avenida de Compostela el 3 de julio de 1987, que, con cuatro carriles, daba continuidad al Puente de Santiago y ofrecía una nueva salida a la ciudad por el norte hacia Santiago de Compostela y La Coruña.

## Descripción
Es un puente viga de hormigón armado con dos tableros apoyados en cuatro pilares. Cada uno de los dos tableros tiene tres vanos. La luz del vano central es de 48 metros y la de los vanos laterales es de 25 metros.
El puente de Santiago tiene una longitud de 99 metros y una anchura de 17 metros. Tiene cuatro carriles para vehículos, barandillas y dos aceras. El puente termina en la margen norte con un amplio paso para peatones y ciclistas y conecta la calle Padre Amoedo Carballo con la avenida de Compostela.
En sus primeros años de servicio, se denominó simplemente Tercer Puente hasta la apertura al tráfico de la avenida de Compostela. Al ser la salida natural de la ciudad hacia Santiago de Compostela, pasó a llamarse puente de Santiago.

## Galería de imágenes

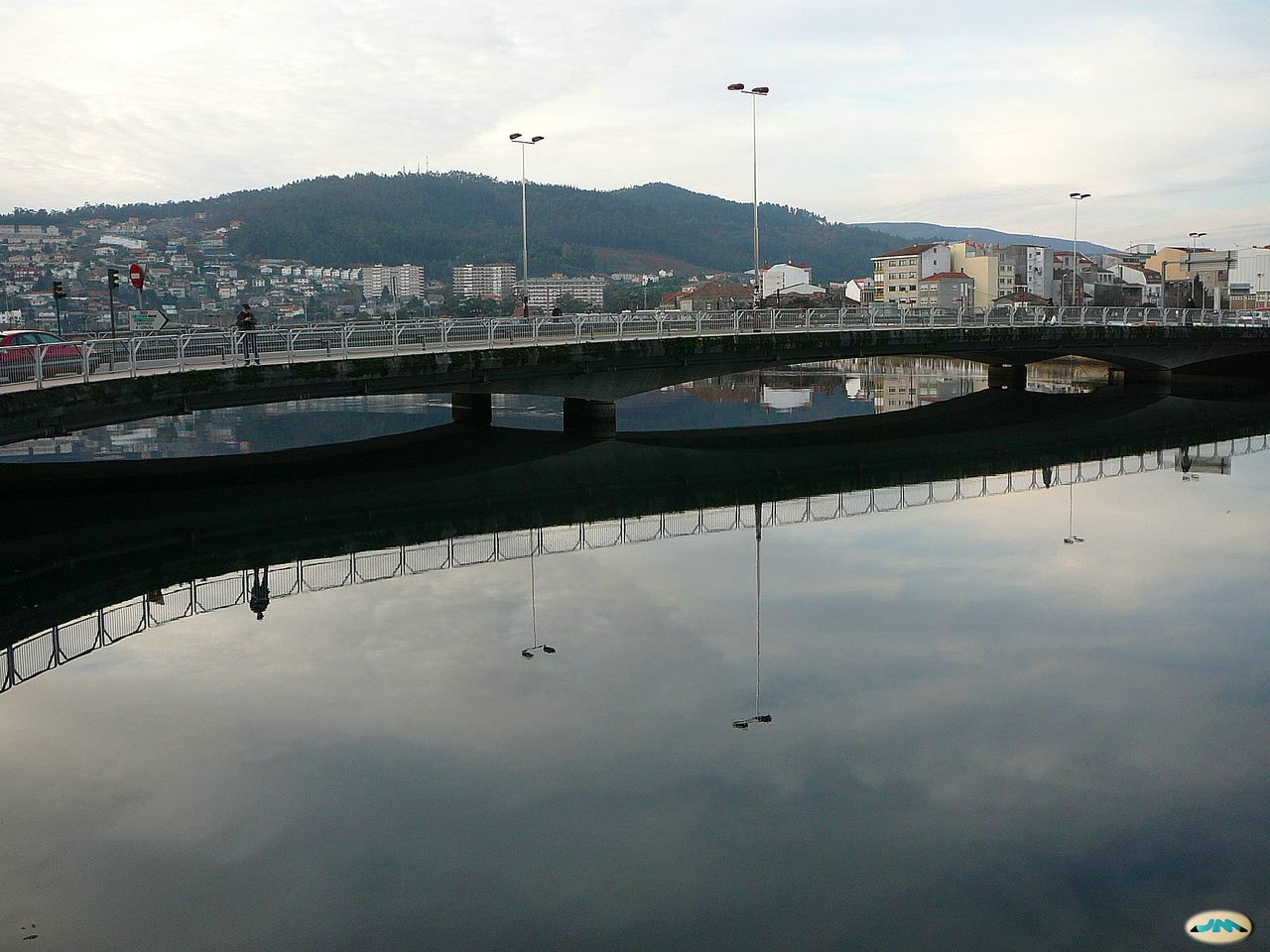
Puente de Santiago con O Burgo y A Caeira en segundo plano.
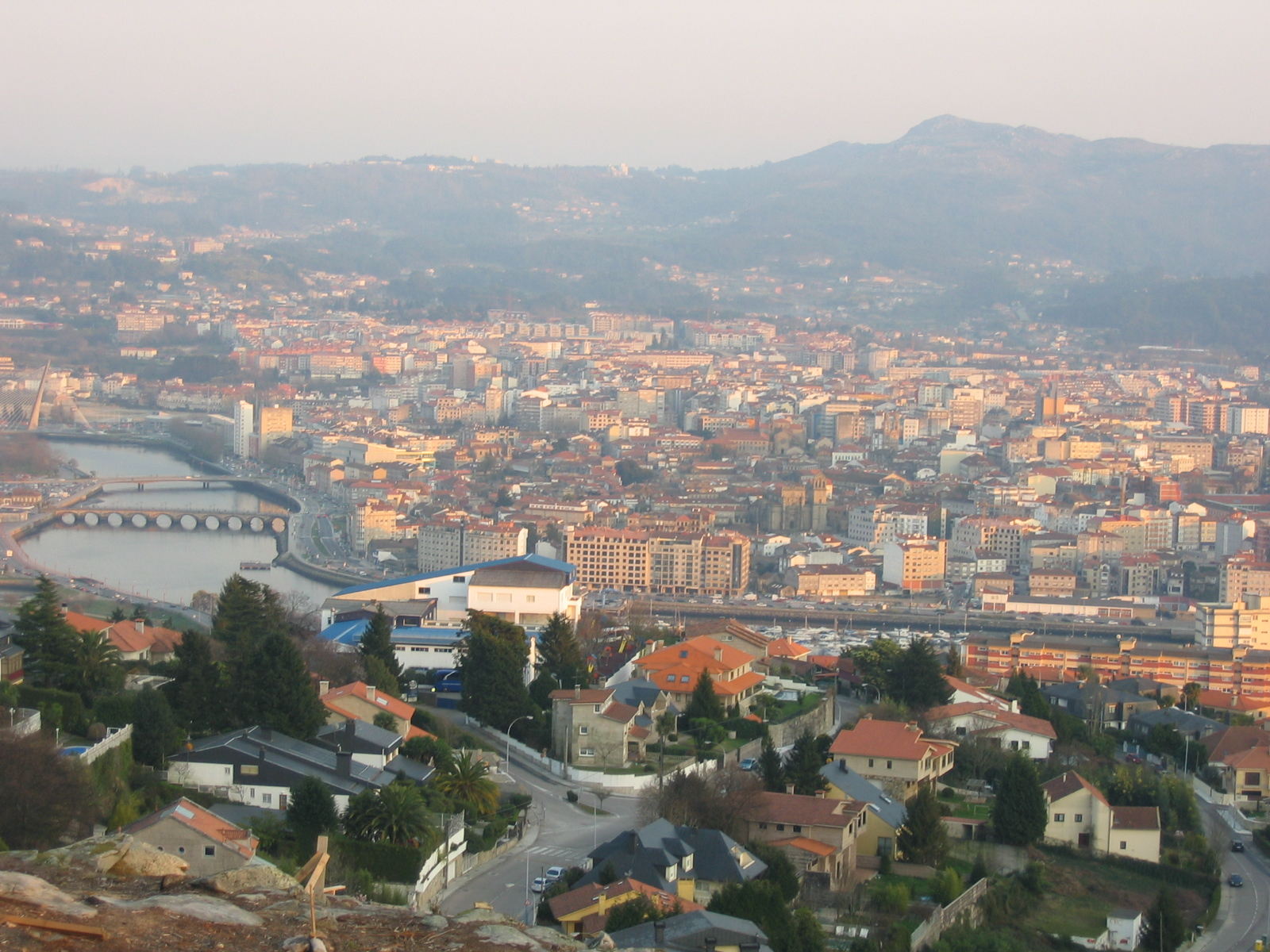
A la izquierda, de arriba abajo, el puente de los Tirantes, el puente de Santiago y el puente del Burgo.
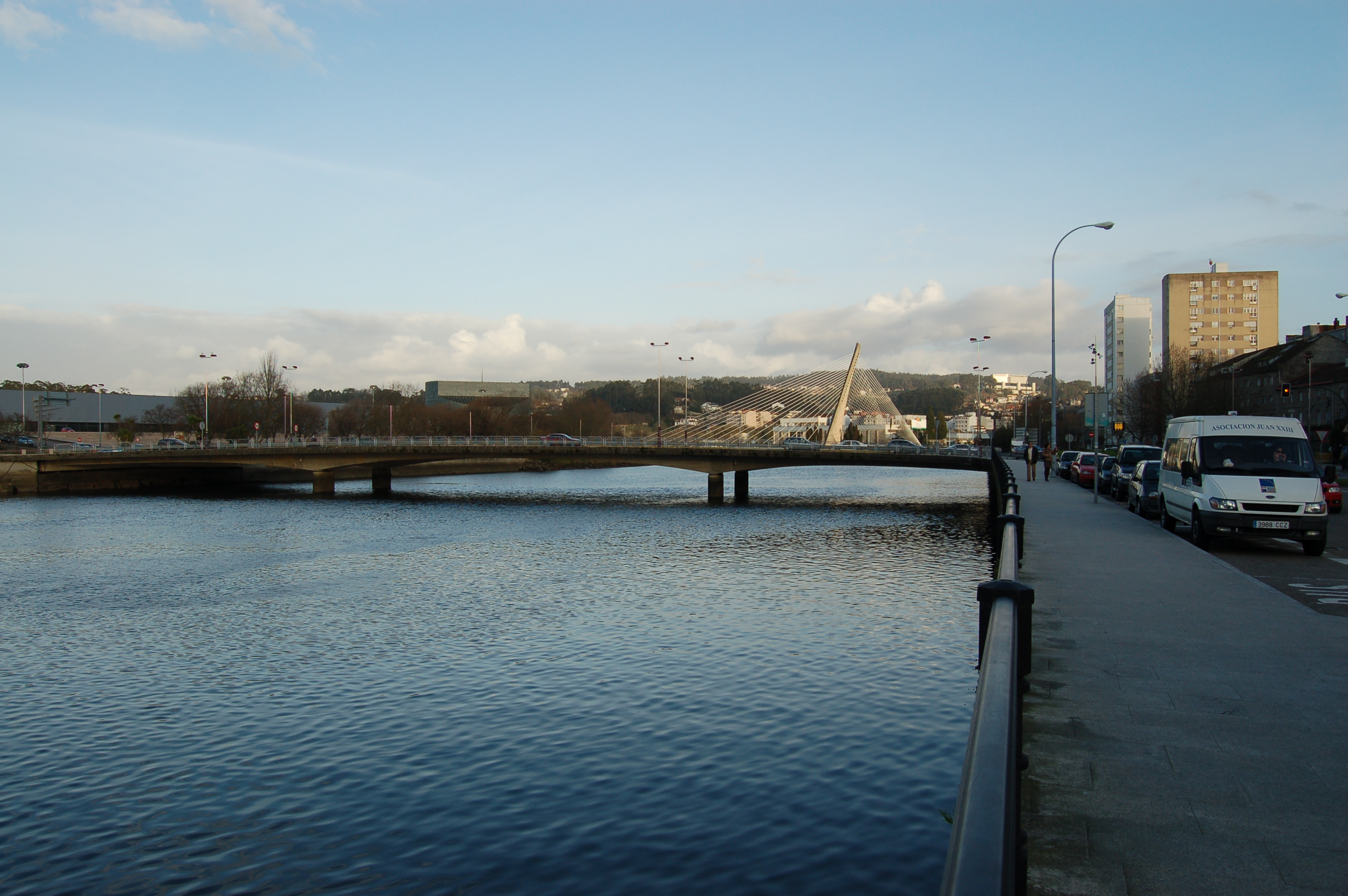
En primer plano el puente de Santiago y detrás el  puente de los Tirantes.
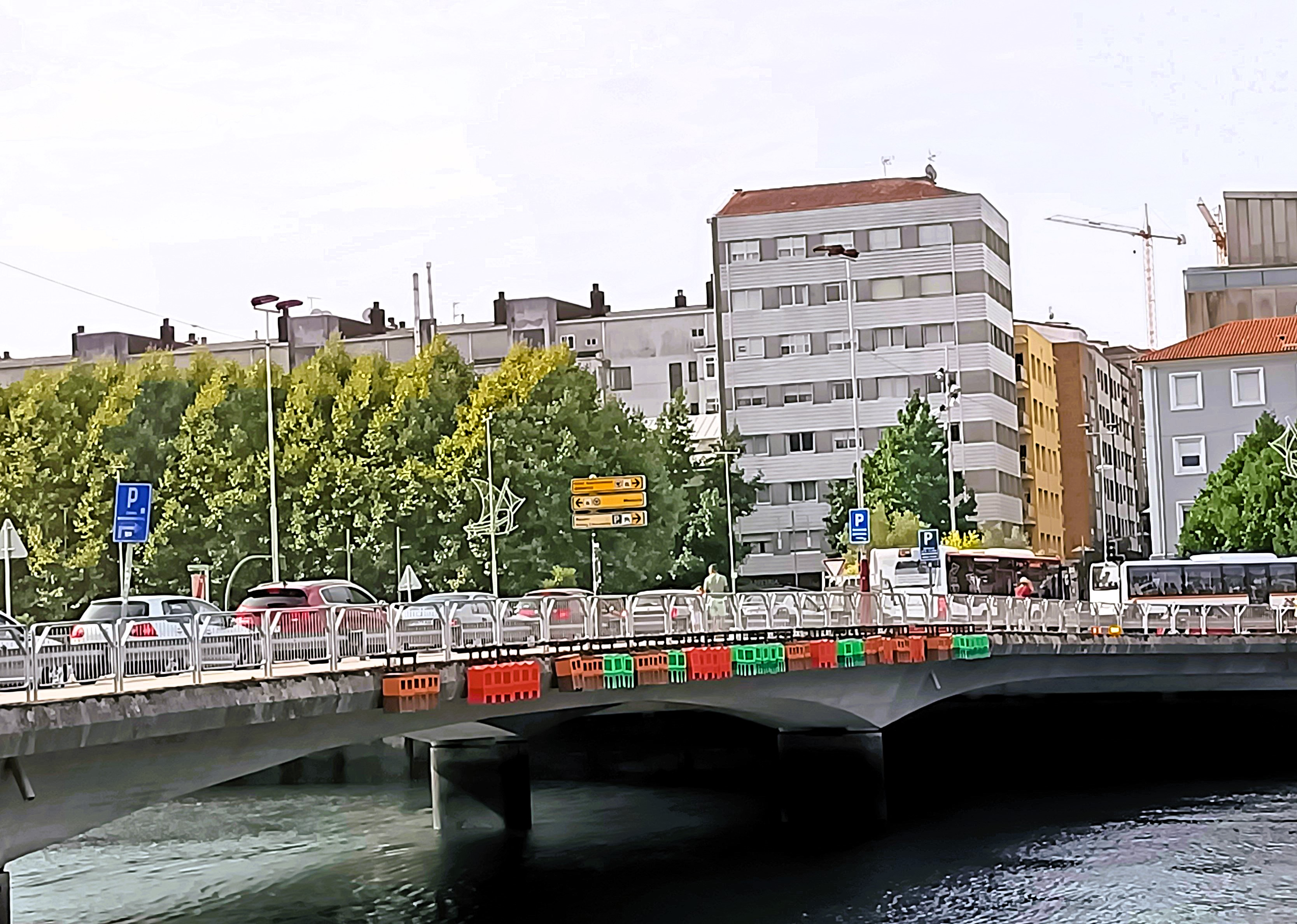
Maneras de habitar un puente (2025) de Diana Larrea en el puente.